# Polyspilota
Polyspilota, es un género de las mantis, de la familia Mantidae, del orden Mantodea. Es originario de África.

## Especies
- Polyspilota aeruginosa
- Polyspilota caffra
- Polyspilota comorana
- Polyspilota griffinii
- Polyspilota magna
- Polyspilota montana
- Polyspilota pavani
- Polyspilota robusta
- Polyspilota seychelliana
- Polyspilota voelzkowiana